# Innuendo
Az Innuendo a brit Queen rockegyüttes tizennegyedik stúdióalbuma. 1991. február 4-én jelent meg, producerei David Richards és az együttes tagjai voltak. Ez volt az utolsó olyan lemezük, amelynek elkészítésében részt vett az akkor már nagybeteg, AIDS-ben haldokló Freddie Mercury énekes. Ahogy az előző albumuknál, úgy itt sem jelölték külön, ki melyik dalt szerezte, ami elmondásuk szerint nagyban csökkentette a feszültséget a tagok közt, és arra vezette őket, hogy a szokásosnál nagyobb együttműködésben írják a dalokat. Alapvetővé vált a szintetizátor használata a legtöbb dalban, néhol csak kisebb ismétlődő részeket, máshol egész hangszereléseket komponáltak a segítségével. Ettől függetlenül az együttes szerette úgy láttatni az albumot, hogy az kidolgozottságában a Queen 1970-es évekbeli stílusát idézi fel.
Az album hangulatára erősen rányomja a bélyegét Mercury egészségi állapota: némely dal kifejezetten komor hangulatú, már-már reménytelenséget sugall. Az előző albumaikhoz hasonlóan Mercury igen sokat dolgozott a dalok elkészítésén, és bár társai már az album felvételei előtt (más információk szerint közben) értesültek a betegségéről, tudatosan el akarták kerülni, hogy egy olyan zenei anyagot készítsenek, amely közvetlenül utal helyzetére. Az album egyes árnyalatai azonban finoman emlékeztetnek Mercury állapotára, bizonyos dalszövegek pedig a halála után kaptak különleges jelentőséget, úgy mint a „The Show Must Go On” vagy a „These Are the Days of Our Lives”.
A megjelenésekor vegyes kritikákat kapott, a legtöbb magazin közepesre értékelte. A Rolling Stone szerint „úgy hangzanak, mintha eldöntötték volna, hogy meg sem próbálnak keménynek lenni, hisz annyi keménységben volt már részük életük során”, míg a The Times írója „grandiózusan közhelyesnek” nevezte. Ráadásul a sajtó inkább foglalkozott Mercury betegségével, mint a lemezzel. A kritikák ellenére sikeres volt a rajongók körében, és kislemezslágerek sora jelent meg róla, mint az „Innuendo”, a „Headlong”, vagy a „The Show Must Go On”. Az énekes alig több mint fél évvel a lemez megjelenése után elhunyt.

## Háttér
Az 1989 májusában megjelenő The Miracle nemzetközi siker lett, jól fogyott, és sikeres kislemezek jelentek meg róla – kivétel volt ez alól Amerika, ahol az együttes kiadványai már évek óta nem keltettek feltűnést. Különösen az 1986-os Magic Tour hatalmas pénzügyi és közönségsikerét látva volt furcsa, hogy ezt a lemezt nem követte koncertturné. Mercury azzal indokolta ezt, hogy negyvenévesen már nem tudna teljes bedobással végigvinni egy kimerítő turnét: „nem hiszem, hogy egy negyvenéves embernek ott kéne rohangálnia a színpadon”. Valójában az AIDS betegség miatt romló egészségi állapota jelentett akadályt. A betegségét egészen a halála napjáig tagadta a közvélemény előtt, mert nem akarta, hogy a lemezeiket együttérzésből vásárolják. Az énekes az 1980-as években a kicsapongó életmódjával lett a bulvárlapok gyakori témája. Nyilvánosan sosem ismerte el a homoszexualitását, a bulvársajtóban mégis rengeteget cikkeztek ezzel kapcsolatban, gyakran kapcsolatot sejtetve a felelőtlen szexuális hozzáállás és az AIDS betegség terjedése között. 1987-ben megismerte Jim Huttont, akivel haláláig monogám kapcsolatban élt. Már 1986-ban, egy japán utazásáról visszatérve vérvizsgálatot végeztetett – amit később fel is fújtak az újságok –, de bizonyossá csak 1987-ben vált, hogy AIDS-es. 1987 áprilisában tudatta ezt Huttonnal, rajta kívül csak Jim Beach menedzsernek, és legközelebbi barátjának és egykori élettársának, Mary Austinnak árulta el.
A betegség hamar szemmel láthatóan megváltoztatta a megjelenését is, már 1987-ben megjelentek a Kaposi-szarkóma jelei az arcán, ami gyakori magyarázkodásra kényszerítette. Hutton tanácsára borostát növesztett, hogy eltakarja a sebhelyeket. Hirtelen visszavonult a társasági élettől, nem voltak többé átmulatott éjszakák – Mercury maga ezt a megkomolyodásával indokolta, de az újságok állandóan célozgattak arra, hogy beteg, és nem egyszer az együttes többi tagját is erről faggatták az interjúk során. Eltérő állítások vannak arról, hogy ők mikor tudták meg az igazat: Jim Hutton szerint még az Innuendo felvételei alatt, Laura Jackson életrajzíró szerint viszont 1991 januárjában, más információk szerint még 1988-ban. De nem csak Mercury küzdött problémákkal. Deaconnak ekkoriban megromlott a kapcsolata a feleségével, és a válás szélére kerültek, May pedig 1986 óta súlyos depresszióval küszködött, amit még súlyosbított az apja halála, és hogy 1988-ban elvált három gyermekének édesanyjától, amiről ugyancsak rendszeresen cikkeztek a bulvármagazinok.

## Felvételek
Az együttes 1989 januárjában végzett a The Miracle felvételeivel. Mercury hazatért Londonba pihenni, majd márciusban elutazott a montreux-i Mountain Studiosba, hogy egy-két ötletét rögzítse. Ekkoriban már eltökélt szándéka volt, hogy a hátralévő idejét kedvenc időtöltésével, a zenéléssel tölti. Megkedvelte a várost is, megviselt állapotában egyre többre tudta értékelni a tóparti város nyugodt hangulatát, szemben a mozgalmas nagyvároséval. Ugyanott, a Mountainban tartottak nem sokkal később egy csapattalálkozót, ahol Mercury arra kérte a többieket, hogy folytassák a felvételeket, ebbe bele is egyeztek. A The Miracle nagyjából ekkoriban került a boltokba. Mindannyian úgy érkeztek a stúdióba, hogy semmi elképzelésük nem volt az esetleges dalokról: „Körülbelül kilenc hónappal ezelőtt kezdtünk az albumon dolgozni. Elmentünk Svájcba, ahol saját kis stúdiónk van, és ott dolgoztunk egy pár hétig Dave Richards társproducerrel, csak hogy lássuk, mi lesz belőle. Általában így csináljuk. Gyakran úgy tapasztaljuk, jó úgy együtt játszani, hogy az elején nincs semmilyen határozott elképzelésünk. Ritkán van sok kész anyagunk, amikor a stúdióba megyünk – vannak ötleteink, de addig nem kezdenek el alakulni, amíg el nem kezdünk dolgozni rajtuk. Két-három napon át rendszerint csak játszunk, megtaláljuk a hangokat, újra összeszokunk. Csak felveszünk mindent, amit játszunk, és többnyire mindig találunk apró dolgokat a felvételen, amik nagyon jók.”
A stúdiómunka lazára sikeredett, figyelembe kellett venniük Mercury állapotát: „lementünk a stúdióba, dolgoztunk úgy három hétig, aztán két hétig lazítottunk” – mondta később Taylor. Mercury élvezte a felvételt és zenélni akart, ameddig csak képes volt rá. Egyfelől képes volt teljesen túlhajszolni magát, éjszakákig dolgozni, másfelől tett erőfeszítéseket arra is, hogy meghosszabbítsa az életét: igyekezett betartani az orvosi utasításokat, és leszokott a cigarettáról is, még a stúdióban is kérte a füstmentességet – a nyilvánosságnak szánt változat szerint May kívánságára, részben a tüdőrákban elhunyt apja miatt. Mivel már nem jelölték külön a dalok szerzőségét, elmaradtak a nagy viták a jogdíjak körül, amelyek annyira megkeserítették a stúdiómunkát azelőtt. Ugyan a dalok nagy része így is egy-egy tag ötletéből eredt, de már szabadabban dolgoztak egymás kezdeményein, és nem egy dalt közös ülések során raktak össze. A címadó „Innuendo” című dal jó példája volt ennek: Richards elmondása szerint May, Taylor és Deacon a stúdióban „egy improvizatív számot játszottak, a felszerelést úgy állították föl, mintha koncerten lennének, szép ritmusokat, groove-okat és akkordokat hoztak”. A keverőszobába érkező Mercury meghallotta ezt, és elragadottságában azonnal besietett, és bekapcsolódott az örömzenélésbe.
Az „Innuendo” közepén elhangzó spanyolgitár szólót Steve Howe, a Yes együttes gitárosa játszotta el. Howe a múltban együtt dolgozott Richardsszal, és amikor megtudta, hogy a Queen Montreux-ban van, felkereste őket a stúdióban. May akkor meghívta, hogy játssza el a szólót, egy kis egyensúlyt adva az egyébként túl sötéten alakuló számnak. Howe először szabadkozott, mondván, hagyják úgy a dalt, ahogy van, úgy a legjobb. May viszont ragaszkodott hozzá: „azt akarom, hogy tényleg nagyon gyorsan játssz, és hogy jó sokat tépd a gitárt”. Howe később így emlékezett a felvételre: „nekiláttam pengetni, tettünk néhány próbát, változtattunk rajta egy kicsit, helyre tettünk néhány dolgot, aztán elmentünk megvacsorázni. Utána visszamentünk a stúdióba, és a srácok azt mondták, hogy nekik ez nagyon-nagyon tetszik, erre én azt mondtam, hogy akkor rendben, maradjon így. Nagyon boldogan távoztam.” Howe nagyszerű érzésként emlegette, hogy a Queen-rajongók később felismerték a dallal kapcsolatban. A közreműködését a borítón úgy jelölték, mint „kóbor lantos spanyolgitár játékát”.
Még 1989-ben több dolog is megszakította az amúgy is laza felvételeket. Taylor először producerként dolgozott, majd a The Cross nevű együttesével új albumot vett fel, és rövid turnéra indult Európában. May zenét írt egy alternatív színtársulat Macbeth előadásához, és jótékonysági felvételeken működött közre, többek közt – Taylor társaságában – a Rock Aid Armenia megmozdulás tagjaként, amely az 1988. decemberi örményországi földrengés áldozatai számára gyűjtött pénzt. Mercury visszarepült Londonba, és csendes körülmények között megtartotta a születésnapját – közben még pár bizalmas ismerőst és alkalmazottat beavatott a titkába. Deacon az egész felvételi idő jelentős részében a családja mellett volt, a házasságát megmentendő. Emiatt viszonylag kevés a közreműködése a lemezen. 1990 februárjában a Queen BRIT életműdíjat kapott a zeneiparban való kimagasló teljesítményéért. A díjátadó február 28-án volt, a televízió is közvetítette, az együttes tagjai pedig személyesen vették át a díjat. Mercury hosszú ideje nem jelent már meg a nyilvánosság előtt, ezért kisebb döbbenetet okozott, mennyire meg van öregedve és le van fogyva. Az átadó után tartott ünnepségről titokban akart távozni, de a paparazzók lefényképezték, és újra az ő képével lettek tele a bulvárlapok, találgatva, miért néz ki ilyen betegnek.
1990 júliusa körül a londoni Metropolis Studiosban gyűltek újra össze. Abban a tekintetben kényelmetlennek találták a Mountaint, hogy a producer szobája és a hangfelvevő terem külön emeleten volt, míg a Metropolisban csak plexiablak választotta el a zenekart a producertől, mikrofonokkal tudtak kommunikálni, és láthatták Richards arckifejezését, amelyből egy pillantás alatt le tudták szűrni, jó irányba haladnak-e. Deacon ezúttal is távol maradt, Taylor apja pedig ekkortájt hunyt el, így ebben a helyzetben szokatlanul több feladat hárult Mayre. A gitáros épp a feladatok súlya alatt jutott túl a depresszióján: „Az ember végül túljut rajta. Most már tudom ki vagyok. Újra termékeny szerző lettem. A többieknek rengeteg dolguk akadt az elmúlt évben, így most én mondtam azt, »hogy oké, én tartom a frontot, ti meg foglalkozzatok a saját dolgaitokkal«.” A gitáros az Innuendo felvételeinek szünetében részben a saját szólókarrierjét is építette, több szólódalt is felvett. Ezek közül több végül Queen-dal lett; Mercury meghallotta őket, lelkesedésében elkezdett dolgozni rajtuk, May pedig előbbre tartotta az együttest a szólókarrierjénél. Ilyen dalok a „Headlong”, az „I Can’t Live With You” és a „The Hitman”. Az EMI már 1990 novemberében érdeklődött az új album után, de az együttes nem akart sietni, úgy érezték, hogy lassan, de biztosan valami különlegeset tudnak alkotni a stúdióban. A kiadó nem örült ennek, mert így lekésték a lemezkiadás szempontjából nagyon fontos karácsonyi időszakot. 1991 januárjában visszatértek a stúdióba, hogy B oldalas dalokat vegyenek fel, de több ezek közül olyan jól sikerült, hogy végül rákerült az albumra.

## Zenei stílus
- The HitmanA „The Hitman” az album rockosabb oldalát képviseli.

Nem tudod lejátszani a fájlt?
Az együttes tagjai későbbi nyilatkozataikban szerették úgy láttatni az albumot, mint visszatérésüket az 1970-es években rájuk jellemző aprólékos művészi stílushoz. May szerint igyekeztek minél több részletet élőben, mind a négy tag jelenlétében, egy menetben felvenni – mindazonáltal ez főleg Taylor és Deacon gyakori hiányzása miatt sem volt mindig lehetséges. Ráadásul, mint szinte minden 1980-as évekbeli albumukon, itt is vezető szerepet játszott a szintetizátor, ennek segítségével komponálták több dal ritmusszekcióját, sőt, nem egyszer egészen hosszú dalrészleteket, mint például az „Innuendo” középső, nagyzenekart imitáló szakaszát. Elemzők szerint a dalok szövegvilága nagyon egységes, több számuk feltehetően Mercury állapotából következően életrajzi jellegű, vagy pedig a nagyvilág dolgaival foglalkozik.
Több dalt közös ötletekből gyúrtak össze, míg mások egy-egy tag keze nyomát viselték magukon. A címadó „Innuendo” egy közös örömzenélés eredménye, a szövegét Mercury ötleteitől vezérelve Taylor írta meg, a zenéjén pedig mindannyian dolgoztak. Az eredmény egy hat és fél perces, az együttes régi hagyományait idéző szám lett: a bevezető bolerószerű alapot spanyolgitár-szóló követi, amelyet szintetizátorral komponált nagyzenekari betét köt össze a gitárszólóval, végül pedig a bevezetéshez hasonló lassú, ritmusos levezetés tesz pontot a végére. A Led Zeppelin „Kashmir”-jához hasonlító dalszöveg a reményről és a világ dolgairól beszél. A bolondos „I’m Going Slightly Mad” nagyrészt Mercury munkája, aki barátja, Peter Straker segítségével összegyűjtette a lehető legőrültebb szavakat és kifejezéseket, hogy általuk egy féktelen jókedvet sugárzó dalt írjon. A hangzásában meghatározó szerepet játszik az ismétlődő alapot adó szintetizátorjáték. A nyers, erőteljes, gitárközpontú „Headlong” May szólószerzeményéből lett Queen-dal. Az „I Can’t Live with You” May „frusztrált szerelmes dala”, ugyancsak szólóanyagnak készült. Karakteres gitárkíséretet kapott, de alapvetően szintetizátorvezérelt popdal maradt. Ritka módon a legtöbb dolgot megtartották a demófelvételből: „Bizonyos oknál fogva majdnem lehetetlen módon kevertük fel. Ez egy olyan dolog, hogy beállítod az összes csúszkát, és a dal nagyon jól hangzik, és azt gondolod, »ezen órákig fogunk így dolgozni«. Aztán ez egyre rosszabb, rosszabb és rosszabb lesz. Állandóan visszatértünk a durva keveréshez. Ez sajátos atmoszférát adott neki. Azt hiszem, különleges hangzása lett, mert sok mindent megtartottunk a demóanyagból. Pedig általában véve az egészet át szoktuk alakítani.” A „Don’t Try So Hard” Mercury és May melankolikus balladája. A könnyed „Ride the Wild Wind” Taylortól ered, aki rengeteget vokálozott a dalban, a dobhangzást valódi, akusztikus és szintetizátoros dobminták keveréséből állította elő.
Az „All God’s People” Mercury 1988-as Barcelona projektjéből maradt meg. A véletlenek következtében először May, majd később Deacon és Taylor is részt vett a felvételein annak idején, így lett végül Queen-dal belőle. Ez volt az egyetlen dal a lemezen, amelyet nem a Queen szerzősége alatt jelöltek, hanem Mercury/Mike Moran szerzeményként. Mercury nem akarta Moran zongorás hozzájárulását kivágni és mással helyettesíteni, mert kiváló zenésznek tartotta Morant. A lassúcska, balladaszerű „These Are the Days of Our Lives” Taylor munkája. Különös nosztalgia hatja át a szövegét, ami főleg később, Mercury halála után kapott különös jelentőséget. A „Delilah” című rövid, meglepő dalocska Mercurytól származik, aki az egyik kedvenc macskáját örökítette meg a dalban. A szövegben csak a legvégén derül ki, hogy egy macskáról szól, így meglepően hangzik az elején, hogy Mercury egy olyan lányról énekel, aki „a szobában pisil”. A kemény rockos „The Hitman” alapvetően Mercury ötletéből ered, aki zongorán írta meg a dal alapjait. Később May és Deacon is sokat változtatott rajta, utóbbi teljesen átírta a dal szerkezetét: „Megváltoztattam a kulcsot, és a hangok közül néhányat, hogy játszhatóbbá tegyem. Amikor befejeztük a támogató sávot, úgy tűnt, hogy nem illeszkedik. John ekkor úgy döntött, újraépíti a számot. Megváltoztatta a rendjét. Megváltoztatott mindent. Visszamentem, és újra eljátszottam. Aztán kitöltöttük a réseket a szövegen, átnéztük a harmóniákat, és úgy általában rendet raktunk.” A melodramatikus „The Show Must Go On” gyászos hangulatú szintetizátoralapra épül, a dal szövege pedig az ismert mondást fogalmazza meg: „az életnek mennie kell tovább”. Gyakori félreértés a dallal kapcsolatban, hogy Mercury ezzel üzente azt az együttes tagjainak, hogy folytassák nélküle is a zenélést. Valójában Mercurynak nem volt szándéka üzenetet hagyni a dalaiban, ráadásul a szöveg nagy részét May írta: „Roger és John sorozataiból eredt, amelyre aztán én raktam le az alapokat. Az elején ez csak egy akkordsorozat volt, de nekem az a furcsa érzésem támadt, hogy ebből valami fontos is lehetne, és nagyon lelkes lettem. Leültem Freddie-vel, és eldöntöttük, mi legyen a témája, és megírtuk az első versszakot. Hosszú a dal története, de mindig éreztem, hogy fontos lesz, mert olyan dolgokkal foglalkoztunk, amelyekről szóban nehéz volt beszélni abban az időben, de a zene világában megtehetted.”

## Megjelenés

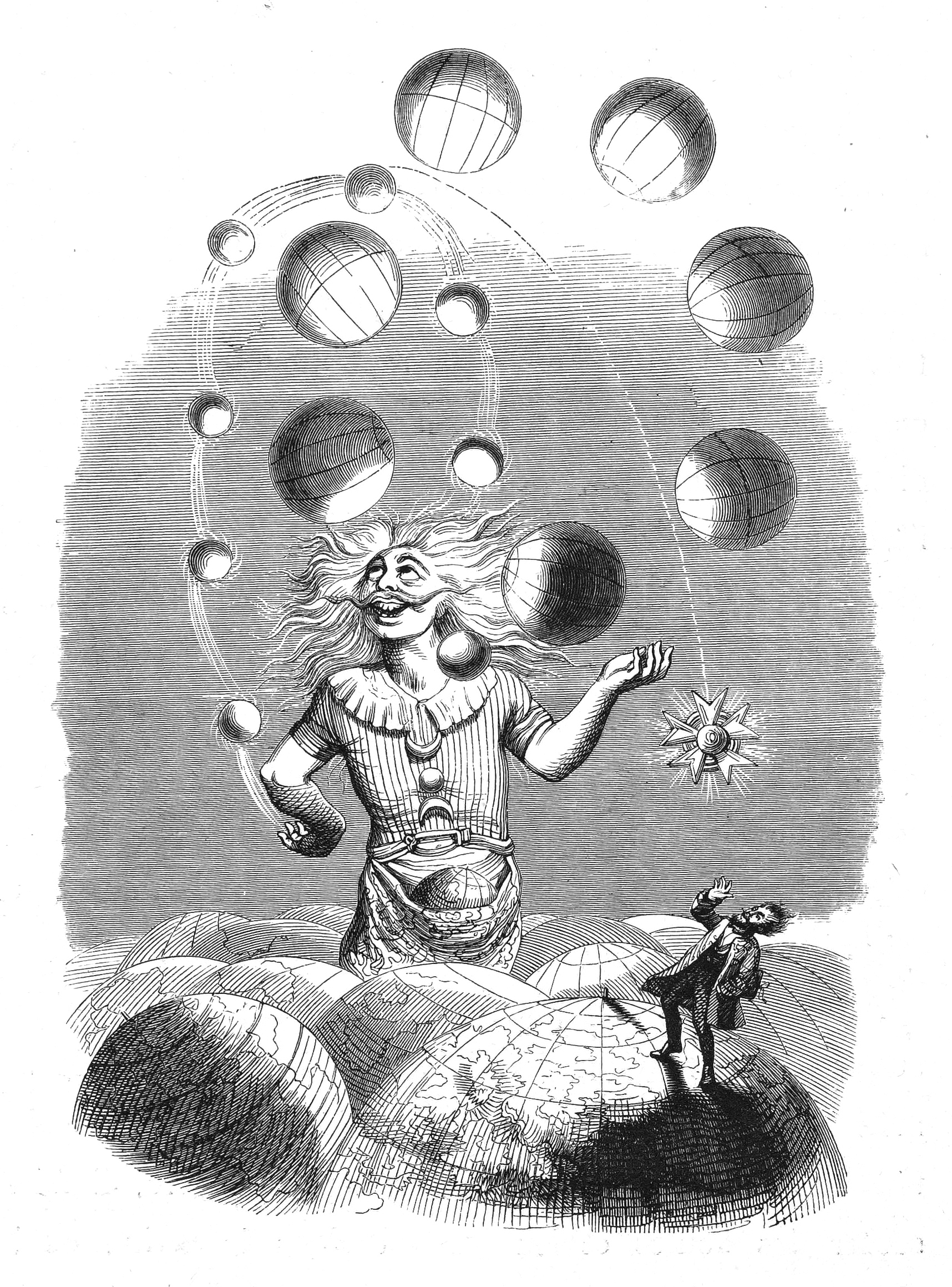
Grandville 1844-es Az univerzumok zsonglőrje című képe ihlette az album borítóját

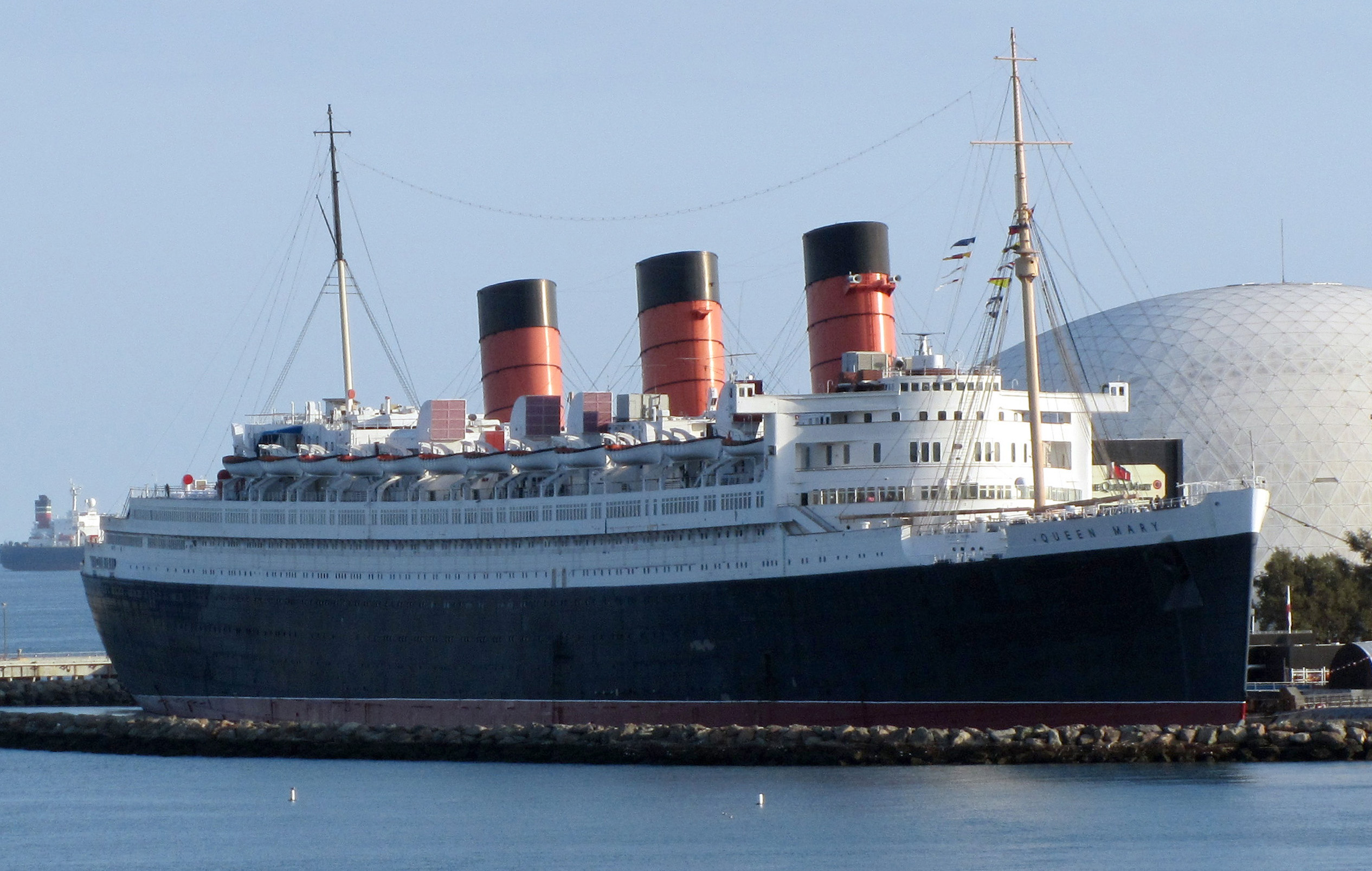
Az együttes új amerikai kiadója a Long Beach-en horgonyzó Queen Mary fedélzetén rendezett ünnepséget az album megjelenésének alkalmából

1991. január 17-én megjelent az album vezető kislemeze, a címadó „Innuendo”. A hossza és vegyes felépítése miatt ugyanúgy, mint évekkel korábban a „Bohemian Rhapsody” esetén, ezúttal is azt a tanácsot kapták, hogy ne ezt a dalt adják ki vezető kislemezként, vagy legalább rövidítsék le, mert a rádiós műsorvezetők így nem fogják játszani – az együttes azonban újfent kitartott az eredeti elképzelése mellett. A kislemez azonnal az első helyet érte el a brit slágerlistán, és Európa-szerte viszonylag sikeres volt. A hozzá készült videóklipben nem szerepeltek új felvételek az együttesről, ehelyett archív videókat használtak fel. Amerikában 1990 novemberében elszakadtak a Capitol Recordstól, és mintegy 10 millió dollárért eladták a kiadási jogokat a Hollywood Recordsnak. A kiadó ugyancsak nem táplált nagy reményeket az „Innuendo”-val szemben, és inkább a „Headlong”-ot választotta vezető kislemeznek, mert szerintük azzal könnyebben betörhetnek az AOR piacra. Ennek ellenére a „Headlong” nem aratott nagy sikert Amerikában, bár a Mainstream Rock Tracks listán a harmadik helyet érte el.
Maga az album 1991. február 4–én jelent meg. Angliában azonnali siker lett, az első héten több mint 200 ezer példányban fogyott, ami rögtön az albumlista első helyére röpítette, és még abban az évben több mint 300 ezres eladással aranylemez lett. Amerikában a Hollywood Records sokat dolgozott a lemez jó fogadtatásáért, amelynek a legfontosabb eseménye az ottani lemezbemutató ünnepség volt. A kiadó kibérelte a Long Beach-en veszteglő Queen Mary óceánjárót, és kétezer fős fogadást adott mintegy 200 ezer dollár ráfordítással. A partin May és Taylor személyesen is megjelentek. Az album ennek ellenére csak a harmincadik helyet érte el Amerikában – bár még abban az évben aranylemez lett, ami meglepte az együttest. A Nielsen SoundScan felmérései szerint Amerikában 1991 és 2006 között 462 ezer példányt vásároltak belőle. Még a felvételek során egy albumban akadt rá Taylor a 19. századi francia karikaturista, Grandville képeire, ami azután annyira megtetszett mindannyiuknak, hogy meghatározta az album képi világát. A művész Az univerzumok zsonglőrje című fekete-fehér képét Richard Gray grafikus színezte ki, illetve toldotta meg annyiban, hogy az egyik repülő csillag helyére egy banánt rajzolt, és ez került az album borítójára. Később a lemezről megjelenő legtöbb kislemez borítóján egy-egy hasonló stílusú kép szerepelt.
Koncertturné híján főleg May és Taylor foglalkozott a lemez reklámozásával, Deacon még mindig a családja körében töltötte az idejét, Mercury pedig a betegségével volt elfoglalva. A dobos és a gitáros májusban nagyszabású amerikai rádióturnéra indult, ahol rengeteg élő interjút adtak rádióműsorokban, válaszoltak az új albummal kapcsolatos kérdésekre, a betelefonálók kérdéseire, May pedig gyakorta játszott a gitárján. Mercury a felvételek végeztével is tovább dolgozott a stúdióban, szándékában állt addig dolgozni, amíg az egészségi állapota lehetővé teszi. Több ekkori felvétel később az 1995-ös Made in Heaven albumon kapott helyet. Az év folyamán a lemezről további kislemezek jelentek meg: az „I’m Going Slightly Mad”, a „Headlong”, a „The Show Must Go On” és a „These Are the Days of Our Lives”. A kislemezek viszonylag sikeresek voltak Angliában, Amerikában viszont nem kerültek fel a listákra. Meglepetésként viszont több dalukat (köztük a promóciós kislemezként megjelenő „I Can’t Live With You”-t) rendszeresen játszották az amerikai rock rádióadók. A dalok videóklipjeiben jól nyomon követhető volt Mercury leépülése, kezdve a „Headlong” energikus klipjétől, a „The Show Must Go On” filmjéig, amelyben már nem használtak friss felvételeket. Mercury május 31-én állt utoljára kamera elé a „These Are the Days of Our Lives” forgatásán. Ezt a filmet már erősen sminkelve, fekete-fehérben kellett felvenni, hogy ne látszódjanak az énekes arcán a betegség okozta sebek. A korábban mindig hiperaktív, sokat mozgó Mercury csak egy helyben állva énekelt, mert ekkor már a járás is fájdalmat okozott neki.
1991 második felében Mercury betegsége egyre súlyosbodott. Visszavonult londoni lakásába, és már a régi barátaival sem tartotta a kapcsolatot, hogy ne lássák, mennyire rossz állapotban van. Deacon ezt az időt ismét csak a családja mellett töltötte, Taylor újra a The Crossal stúdiózott, ugyanígy May is legelső szólólemezére készült, amely végül 1992-ben jelent meg Back to the Light címen. Mercury november 9-én úgy határozott, hogy nem szedi tovább az életmentő gyógyszereket. Az újságírók szó szerint letáboroztak a háza előtt, és zaklattak minden odaérkezőt és onnan távozót. November 23-án hivatalos nyilatkozatot adott ki, amelyben elismerte, hogy AIDS betegségben szenved, és összefogásra kért fel a betegség ellen:
Mivel az elmúlt két évben annyiféle találgatást olvastam a lapokban, szeretném bejelenteni, hogy a vizsgálatok HIV-pozitívnak mutattak, és AIDS-ben szenvedek. Úgy tartottam helyesnek, hogy nem hozom nyilvánosságra a dolgot, azok érdekében, akik a környezetemben élnek. De eljött az idő, hogy barátaim és rajongóim megtudják az igazat, és remélem, mindenki csatlakozik hozzám, orvosaimhoz és mindazokhoz, akik szerte a világon küzdenek ez ellen a szörnyű kór ellen.
Másnap, 1991. november 24-én elhunyt. Kívánságára a halála után újra kiadták a „Bohemian Rhapsody” kislemezt – Angliában dupla A oldalasként a „These Are the Days of Our Lives”-szal rövid idő alatt több mint egymillió példányban kelt el, Amerikában a „The Show Must Go On”-nal a B oldalán a második helyet érte el a slágerlistán, és több mint félmillió darab fogyott belőle. Végakarata szerint az angliai bevételekből a Terrence Higgins AIDS Trustot, míg az amerikai bevételekből Magic Johnson AIDS ellenes szervezetét támogatták. 1992 februárjában a „These Are the Days of Our Lives” BRIT-díjat kapott, mint az 1991-es év legjobb kislemeze.

## Kritikai fogadtatás
A kritikusok javarészt fagyosan, cinikusan írtak róla, és közepes lemeznek tartották:
Ha az Innuendót az együttes elejétől a végéig legjátékosabb lemezének nevezzük a The Game óta, azzal még nem mondtunk sokat – még csak nem is sejteti az új album milyenségét. […] A cirkuszi dobpergéstől kezdve, amely elindítja az epikus Zeppelines bevezetőt az életről és igazságról a sivatagi homokban (Innuendo), egészen a befejező rapig az album végén (The Show Must Go On), ezek az öreg muzsikusok úgy hangzanak, mintha eldöntötték volna, hogy meg sem próbálnak keménynek lenni, hisz annyi keménységben volt már részük életük során. […] Az Innuendót nagyon könnyű lesz elfelejteni amint véget ér a lemez – ami ennél a zenekarnál egyébként magától értetődő –, de ez nem cinizmus. Ellentétben más negyvenes rocklegendákkal, a fiúk a Queenből még mindig túlságosan őrültek és hamisak ahhoz, hogy felmutassanak bármit is a »középkorúak jól megérdemelt bölcsességéből«. Vaktában lövöldöznek, és ha egy éppen talál, hát rendben. Vagy ha nem, az is jó.
– Chuck Eddy, Rolling Stone

John Aizlewood, a Q magazin kritikusa így írt az erőfeszítéseikről: „Ők valóban komolyan veszik a munkájukat, de hogy őket komolyan venni, az egy teljesen más dolog.” Jim Farber, az Entertainment Weekly kritikusa szerint elüt az együttes korábbi, a humort a furcsaságokkal keverő albumaitól: „Senki ne gondolja ilyennek az Innuendót. Ó, fellengzős és bugyuta, idáig rendben. De hol marad a móka?” Mike Boehm, a Los Angeles Times kritikusa két csillagosra értékelte az ötből: „A Queen egykori legnagyobb slágereinek bombasztikus és nyers támadását nézve sokkoló lehet, ha felfedezzük, hogy a legújabb albumuk központját szentimentális, édes és ragadós nyál alkotja. […] mind a nosztalgikusán ábrándozó „These Are the Days of Our Lives”, mind a „Delilah” (amelyben Mercury szerethetően bolondot csinál magából, szerelmi ódát énekelve imádott macskájához) vonzereje a lazaságában és őszinteségében rejlik. De a Queen nem felejtette el a rockot sem – a dallamos „Headlong” a címéhez méltóan olyan, mint egy ZZ Top electro-boogie. Vedd még mindehhez a picit fanyar, nagyon brit „I’m Going Slightly Mad”-et, és megvan négy erős szám a tizenkettőből.” A The Daily Telegraph szerint „a Led Zeppelin és Kenneth Williams keresztezése”.
2001-ben Andy Robson, a Classic Rock kritikusa mindössze két csillagot adott rá az ötből: „Talán az Innuendót kellett volna elnevezni The Miracle-nek, amennyire beteg volt Mercury a felvételek alatt. Talán már az is csoda, hogy az album egyáltalán elkészült – és a kevésbé elnéző emberek azt kívánják, bárcsak ne is született volna meg. Mercury hangja dacosabb és vidáman ragyogóbb mint valaha, bár visszatekintve egy kis fájdalom kapcsolható a „These Are the Days of Our Lives” és „The Show Must Go On” dalokhoz, és ezt Freddie rajongói elviselhetetlennek találhatják.” 2011-ben Nagy Andor a Shock! magazinban kedvezően értékelte: „Nem mondom, hogy a csapat legjobb munkája […], de az tuti, hogy a The Game óta nem adtak ki ilyen jó lemezt, sőt, ha igazán őszinte akarok lenni, a 80-as korong óta ez volt az első, amit jobb napjaimon akár elejétől a végéig […] meg tudtam hallgatni. […] … maradéktalanul ott van az a Queenre mindig is jellemző jóleső, baráti és pozitív életszemlélet, ugyanakkor a '80-as évekbeli túlkapásokhoz képest már kevésbé bombasztikus és megalomán, éppen ezért sokkal emberközelibb zenei világ. […] Tényleg a legmélyebb, legérzelmesebb (ugyanakkor helyenként bizony kissé dagályos) Queen anyag húzódik meg itt, a diszkográfia végén, a halál árnyékában.” Donald Guarisco az AllMusictól három csillagot adott rá: „Bár nem kapta meg azt a kritikai elismerést, amit a csapat megelőző albuma, a The Miracle, ez is egy újabb erős albumnak és világsikernek bizonyult… Előrelátó bölcsességgel, a dalszövegek zajosan önéletrajzi jellegűek Mercury nézőpontjából. Elég csak az elmélkedő „These Are The Days Of Our Lives”, vagy a bátor „The Show Must Go On” című dalokat említeni. Az album néhány nótája az emberiség harmóniában élésének képtelenségét hivatott bemutatni (ilyen a fenséges és hősies címadó dal, valamint az „All God’s People”), de van rajta egy humoros tisztelgés Mercury imádott háziállatának is (Delilah). […]Az Innuendo méltó befejezése a rocktörténelem egyik legsikeresebb karrierjének.”

## Az album dalai
Az összes dal szerzője a Queen együttes (kivéve ahol más van jelölve). 
|     | Cím                                            | Hossz |
| --- | ---------------------------------------------- | ----- |
| 1.  | Innuendo                                       | 6:30  |
| 2.  | I’m Going Slightly Mad                         | 4:22  |
| 3.  | Headlong                                       | 4:38  |
| 4.  | I Can’t Live with You                          | 4:28  |
| 5.  | Don’t Try So Hard                              | 3:37  |
| 6.  | Ride the Wild Wind                             | 4:41  |
| 7.  | All God’s People (Freddie Mercury, Mike Moran) | 4:41  |
| 8.  | These Are the Days of Our Lives                | 4:13  |
| 9.  | Delilah                                        | 3:32  |
| 10. | The Hitman                                     | 4:55  |
| 11. | Bijou                                          | 3:35  |
| 12. | The Show Must Go On                            | 4:31  |

| 1. | I Can’t Live With You (1997 Rocks Retake)         |  |
| 2. | Lost Opportunity (B-oldal)                        |  |
| 3. | Ride the Wild Wind (korai változat mankóvokállal) |  |
| 4. | I’m Going Slightly Mad (Mad Mix)                  |  |
| 5. | Headlong (embrionális változat mankóvokállal)     |  |

| 6. | Innuendo (alternatív promo video, 1991)                                            |  |
| 7. | These Are the Days of Our Lives (Hollywood Records alternatív promo video, 1991)   |  |
| 8. | “Mad in the Making”: The Making of the “I’m Going Slightly Mad” promo video (1991) |  |

## Közreműködők
Jacky Gunn és Georg Purvis alapján.
| Queen - Brian May – gitár, billentyűsök, vokál - Freddie Mercury – vokál, billentyűsök - John Deacon – basszusgitár, billentyűsök - Roger Taylor – dob, vokál, billentyűsök | Közreműködő zenészek - Steve Howe – spanyolgitár: „Innuendo” - Mike Moran – billentyűsök: „All God's People” - David Richards – szintetizátor | Produkció - Queen – producer, borítóterv - David Richards – producer, hangmérnök - Noel Harris – hangmérnökasszisztens - Justin Shirley-Smith – hangmérnökasszisztens - Richard Gray – borítóterv |  |

## Helyezések és eladások
| Ország                | Helyezés |
| --------------------- | -------- |
| Brit albumlista       | 1        |
| Amerika Billboard 200 | 30       |
| Ausztriai albumlista  | 1        |
| Belga albumlista      | 173      |
| Franca albumlista     | 1        |
| Holland albumlista    | 1        |
| Japán albumlista      | 65       |
| Kanada RPM Top 100    | 16       |
| Magyar albumlista     | 3        |
| Német albumlista      | 2        |
| Norvég albumlista     | 4        |
| Svéd albumlista       | 2        |
| Új-Zélandi albumlista | 1        |
| Svájci albumlista     | 1        |

| Ország                         | Eladási minősítés | Megjegyzés          | Eladás   |
| ------------------------------ | ----------------- | ------------------- | -------- |
| Anglia (BPI)                   | platina           | 1991-ben            | 300 000+ |
| Amerika (RIAA)                 | arany             | 1991-ben            | 500 000+ |
| Amerika (SoundScan)            |                   | 1991 és 2006 között | 462 000+ |
| Argentína (CAPIF)              | arany             |                     | 20 000+  |
| Ausztria (IFPI Austria)        | platina           |                     | 20 000+  |
| Finnország (Musiikkituottajat) | arany             |                     | 38 221+  |
| Franciaország (SNEP)           | platina           |                     | 324 600+ |
| Hollandia (NVPI)               | platina           |                     | 50 000+  |
| Kanada (Music Canada)          | arany             | 1991-ben            | 50 000+  |
| Németország (BVMI)             | platina           |                     | 500 000+ |
| Svájc (IFPI Svájc)             | 2× platina        |                     | 60 000+  |

Kislemezek
| Év   | Kislemez                                            | GBR | AUT | BEL | FRA | GER | IRE | NLD | SWI | SWE | USA | USA Main |
| ---- | --------------------------------------------------- | --- | --- | --- | --- | --- | --- | --- | --- | --- | --- | -------- |
| 1991 | Innuendo / Bijou                                    | 1   | 12  | 8   | —   | 5   | 4   | 4   | 3   | —   | —   | 17       |
| 1991 | I’m Going Slightly Mad / The Hitman                 | 22  | —   | 39  | 83  | 42  | 19  | 20  | —   | —   | —   | —        |
| 1991 | I Can’t Live with You (promóciós kislemez)          | —   | —   | —   | —   | —   | —   | —   | —   | —   | —   | 28       |
| 1991 | Headlong / All God’s People                         | 14  | —   | —   | —   | —   | 25  | 43  | —   | —   | —   | 3        |
| 1991 | The Show Must Go On / Keep Yourself Alive           | 16  | —   | 22  | 1   | 7   | 17  | 6   | 11  | 30  | —   | —        |
| 1991 | Bohemian Rhapsody / These Are the Days of Our Lives | 1   | —   | —   | 23  | —   | 1   | —   | —   | —   | —   | —        |
| 1992 | Bohemian Rhapsody / The Show Must Go On             | —   | —   | —   | —   | —   | —   | —   | —   | —   | 2   | —        |

## Kiadás
| Ország  | Megjelenés dátuma | Kiadó      | Formátum             | Katalógusszám                                      |
| ------- | ----------------- | ---------- | -------------------- | -------------------------------------------------- |
| Amerika | 1991. február 5.  | Hollywood  | LP, magnókazetta, CD | HR-61020-2 (CD) HR-61020-4 (kazetta)               |
| Anglia  | 1991. február 4.  | Parlophone | LP, magnókazetta, CD | PCSD 115 (LP) CDPCSD 115 (CD) TCPCSD 115 (kazetta) |
| Anglia  | 2011              | Island     | CD                   | 278 000 9                                          |